# Sven Norfeldt
Sven Ernst Ingvar Norfeldt, född 16 januari 1959, är en svensk finansman och miljardär från Göteborg. Kärnan i Norfeldts verksamhet är Dunross & Co, ett helägt förvaltningsbolag med kontor i Sverige, Singapore och Cypern och 2011 drygt 30 anställda.
Norfeldt är en av Sveriges mest framgångsrika investerare och har kallats för Sveriges Warren Buffett. Mellan 2002 och 2012 ökade hans investmentbolag Dunross & Co sitt kapital med 3 miljarder kronor efter att ha gjort aktievinster på 669 miljoner 2009 och 564 miljoner kronor under 2010. År 2000 redovisade Dunross & Co ett eget kapital på 250 miljoner, 2002 på 350 miljoner, och 2012 på 3,4 miljarder kronor. Han beskriver själv sin investeringsfilosofi som "långsiktig och oberoende", och under 2000-talet har placeringarna gjorts enligt tre teman: tillväxtmarknader, Asien och råvaror, efter att under senare delen av 90-talet ha byggt upp en portfölj med ryska aktier. Tidskriften Veckans affärer räknade 2012 Norfeldt som en av Sveriges hundra rikaste.
Innan Norfeldt startade Dunross & Co 1989 grundade han finansbolaget Capinova 1985, endast 26 år gammal. Fyra år senare sålde han bolaget till affärskollegan Jaan Kaber och hans koncern Octanova, alldeles innan Saddam Hussein invaderade Kuwait och börserna dök. 1992 gick Capinova och snart även Octanova i konkurs.
2010 fick Norfeldt utmärkelsen Årets Finansprofil i Göteborg av kommunens "Business Region Göteborg" med motiveringen: "Med nyfikenhet, kunskap, envishet och uthållighet – samt en mycket tydlig investeringsfilosofi – har utvecklat verksamheten i Dunross & Co under de drygt 20 år som gått sedan starten." Norfeldt har stöttat Örgryte IS med många miljoner och han var med om att rädda Örgryte Fotboll AB från konkurs 2006.

## Fotnoter
1. 1 2 3  1980-talsvalp med ny portfölj, Dagens Industri, 2001-09-30
2. 1 2  Halv miljard i vinst för finansmannen, Dagens Industri, 2011-07-11
3. 1 2 3  Superinvesterarens bästa tips, Dagens Industri, 2013-08-03
4. 1 2  Asien och råvaror Norfeldts favoriter, Dagens Industri, 2007-07-05
5. 1 2  Han är årets finansprofil i Göteborg , Dagens Industri, 2010-12-02
6. ↑  Sveriges 119 miljardärer 2012 Arkiverad 4 augusti 2013 hämtat från the Wayback Machine., Veckans Affärer, 2012-12-12